# Przychodzi baba do lekarza
Przychodzi baba do lekarza – seria popularnych polskich dowcipów.
Dowcipy te posiadają liczne warianty, opierają się one zarówno na grach słów, czasem humorze sytuacyjnym, ale najczęściej występują tam dwie postaci – kobieta oraz lekarz. Zdarza się jednak, że jest więcej lekarzy, zamiast kobiety inna osoba, ponadto zwierzęta (np. żaba). Ścisły związek humoru słownego z językiem polskim, a także nierzadko powiązanie z realiami sprawia, że większość wariantów tego dowcipu zazwyczaj nie jest przetłumaczalna na inne języki.
Klasyczna wersja dowcipu

Przychodzi baba do lekarza.
— Co pani jest? — pyta lekarz.
— Krawcowa — odpowiada baba.

## Serial animowany
Na podstawie żartów powstała seria krótkich około 30-sekundowych filmików animowanych zrealizowanych przez Catmood Animations dla 4fun.tv i emitowanych w paśmie Kartony (premiera 1 września 2008 roku). Serial reżyserował Piotr Wojciechowski, za animację odpowiedzialny był Patryk Dudziński, zaś za tła Beata Woźniak. Głosu postaciom użyczył Jarosław Boberek.